# Instituto Carnegie

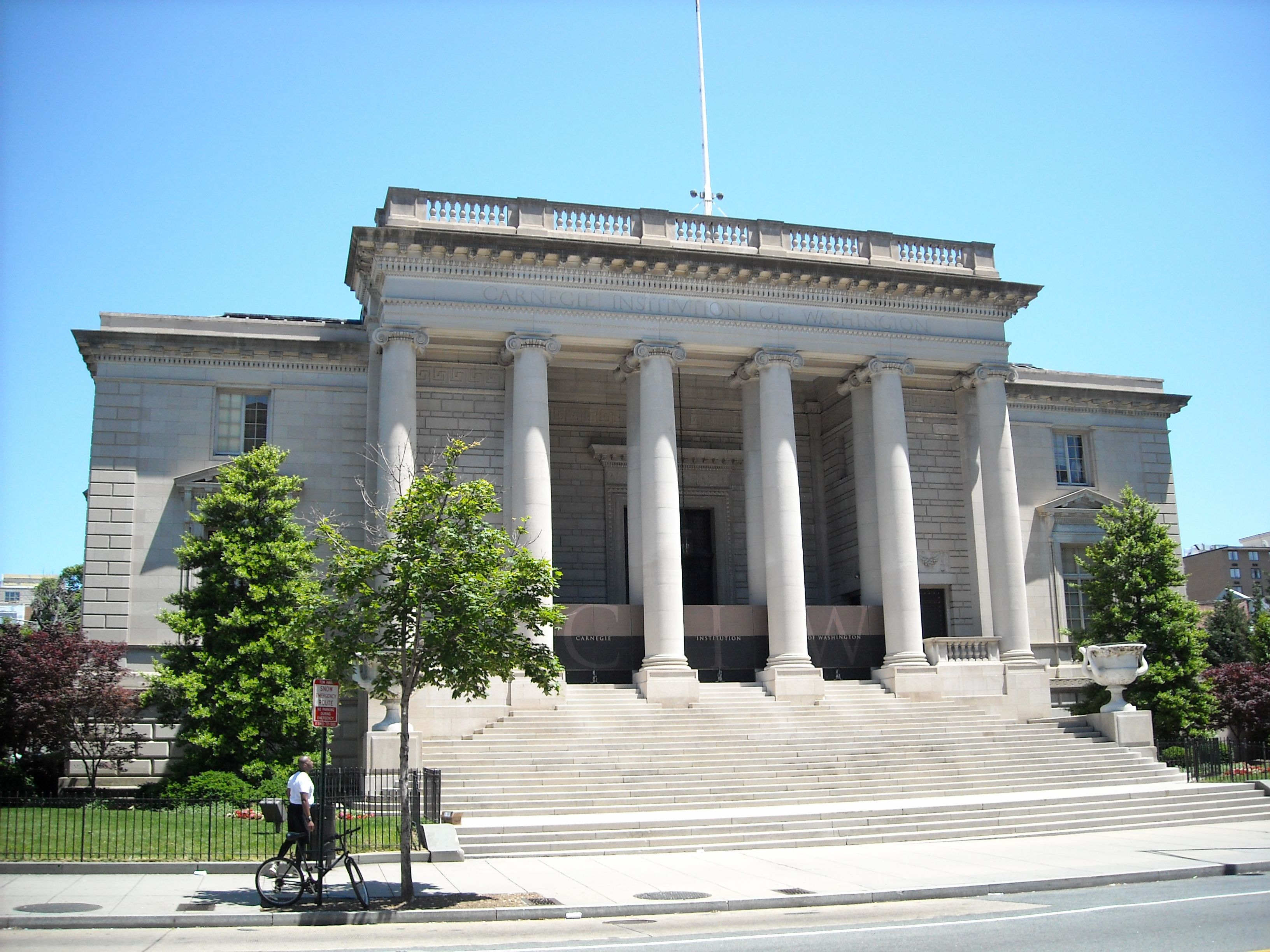
Sede do Instituto Carnegie em Washington, DC

Instituto Carnegie, oficialmente Carnegie Institution for Science (CIS), também chamado de Carnegie Institution of Washington (CIW), é uma organização sediada em Washington, DC, nos Estados Unidos, criada para apoiar a investigação científica, principalmente em áreas como astronomia, ecologia, genética, geofísica, etc. Em 30 de junho de 2018, a doação da instituição foi avaliada em US$ 996 milhões. As despesas com programas científicos e administração foram de US$ 96,6 milhões.

## Nome
Mais de 20 organizações independentes foram estabelecidas por meio da filantropia de Andrew Carnegie e agora apresentam seu sobrenome. Eles realizam trabalhos envolvendo tópicos tão diversos como arte, educação, relações internacionais, paz mundial e pesquisa científica.
Em 2007, a Carnegie Institution of Washington adotou o nome público de "Carnegie Institution for Science" para se diferenciar melhor de outras organizações estabelecidas e nomeadas em homenagem a Andrew Carnegie. A instituição continua oficialmente e legalmente a Carnegie Institution of Washington, mas agora tem uma identidade pública que descreve seu trabalho.

## História
"Propõe-se fundar na cidade de Washington uma instituição que ... deve, da maneira mais ampla e liberal, encorajar a investigação, a pesquisa e a descoberta [e] mostrar a aplicação do conhecimento para o aperfeiçoamento da humanidade ..." - Andrew Carnegie , 28 de janeiro de 1902
Quando os Estados Unidos entraram na Segunda Guerra Mundial, Vannevar Bush era presidente da Instituição Carnegie. Vários meses antes, em 12 de junho de 1940, Bush havia ajudado a persuadir o presidente Franklin Roosevelt a criar o Comitê de Pesquisa de Defesa Nacional (mais tarde substituído pelo Escritório de Pesquisa e Desenvolvimento Científico) para mobilizar e coordenar o esforço de guerra científico do país. Bush hospedou a nova agência na sede administrativa do Carnegie Institution, nas ruas 16th e P Streets, NW, em Washington, D.C., convertendo sua rotunda e auditório em cubículos de escritório. Deste local, Bush supervisionou, entre muitos outros projetos, o Projeto Manhattan. Os cientistas da Carnegie cooperaram com o desenvolvimento do fusível de proximidade e produção em massa de penicilina.

## Pesquisa
Os cientistas da Carnegie continuam envolvidos com descobertas científicas. Composto por seis departamentos científicos nas costas leste e oeste, o Carnegie Institution for Science está atualmente envolvido com seis tópicos principais: Astronomia no Departamento de Magnetismo Terrestre (Washington, DC) e os Observatórios da Instituição Carnegie de Washington (Pasadena, EUA) e Las Campanas, Chile); Terra e ciências planetárias também no Departamento de Magnetismo Terrestre e no Laboratório Geofísico (Washington, D.C.); Ecologia Global no Departamento de Ecologia Global (Stanford, EUA); Genética e biologia do desenvolvimento no Departamento de Embriologia (Baltimore, EUA); Matéria em estados extremos também no Laboratório Geofísico; e Ciência de Plantas no Departamento de Biologia Vegetal (Stanford, EUA).

## Administração
Os escritórios administrativos da Carnegie Institution estão localizados em 1530 P St., NW, Washington, D.C., na esquina das ruas 16th e P. O prédio abriga os escritórios do presidente, administração e finanças, publicações e promoção.